# Deniss Rakeļs
Deniss Rakeļs (* 20. August 1992 in Jēkabpils) ist ein lettischer Fußballspieler auf der Position eines Stürmers, der auch im offensiven Mittelfeld zum Einsatz kommen kann.

## Verein

### Karrierebeginn in Jēkabpils
Nachdem er seine aktive Karriere als Fußballspieler bei seinem Heimatverein Jēkabpils RSS begonnen hatte, wechselte zum Jēkabpils SC, dem eigentlichen Nachfolgeverein von Jēkabpils RSS. Dort hielt es ihn bis etwa 2007, ehe er im Alter von 15 Jahren in die zweite Mannschaft von Liepājas Metalurgs wechselte. Beim Reserveteam, das seinen Spielbetrieb aktuell (Stand: 2010) in der zweitklassigen lettischen 1. līga hat, kam der junge Stürmer ab 2007 regelmäßig zum Einsatz und erzielte ebenso regelmäßig Tore für die Mannschaft. Unter anderem stieg er mit der Mannschaft nach der absolvierten Spielzeit 2007 in die zweithöchste lettische Fußballliga auf. Bereits zu dieser Zeit wurde das Talent des schnellen Spielers erkannt und Rakeļs im Alter von 16 Jahren in den vom Deutschen Rüdiger Abramczik trainierten Profikader des Vereins geholt. Dort gab er schließlich am 4. Juli 2009 beim 6:0-Erfolg über den SK Blāzma sein Profiligadebüt, als er zur Halbzeitpause für den Abwehrspieler Antons Jemeļins eingewechselt wurde. Sein erster Profiligatreffer gelang ihm bereits bei seinem dritten Meisterschaftseinsatz am 2. August 2009, als er beim 4:1-Heimerfolg über den FK Jūrmala-VV in der 72. Spielminute zur 4:0-Führung seiner Mannschaft traf.
So folgten im Spieljahr 2009 insgesamt 14 Ligaspiele, in denen er neun Treffer erzielte und weitere sechs vorbereitete. Die beiden herausragendsten Spiele in dieser Saison absolvierte er dabei am 26. September 2009, als er beim 4:0-Heimsieg seines Clubs über den FC Tranzit einen Hattrick erzielte, sowie am 18. Oktober 2009 bei einem 6:1-Kantersieg auswärts gegen den Rekordmeister Skonto Riga, bei dem er an allen sechs Toren seiner Mannschaft maßgeblichen Anteil hatte und dabei drei Tore selbst erzielte und die restlichen drei vorbereitete. Am Saisonende rangierte die von Abramczik trainierte Mannschaft auf dem ersten Tabellenplatz und hatte dabei fünf Punkte Vorsprung auf den nächstplatzierten Verfolger, den FK Ventspils, sowie sechs Punkte Vorsprung auf Skonto Riga.

### Toptorschütze bei Liepājas Metalurgs
Nachdem er bereits im Juli 2009 erste Erfahrungen im internationalen Klubfußball gesammelt hatte und dabei in einem Qualifikationsspiel zur Europa League 2009/10 zu einem Kurzeinsatz gekommen war, war er mit der Mannschaft aufgrund des Meistertitels des Spieljahres 2009 dazu berechtigt, an der 2. Qualifikationsrunde zur Champions League 2010/11 teilzunehmen. Dort hatte die Mannschaft allerdings keine Chance und schied mit einem Gesamtscore von 0:5 gegen Sparta Prag bereits frühzeitig vom Bewerb aus; Rakeļs wurde in beiden Spielen eingesetzt. Hingegen lief es für Liepājas Metalurgs innerhalb der Liga sowie für das junge lettische Offensivtalent persönlich wesentlich besser. Der amtierende lettische Meister setzte alles daran, seinen Titel auch im Spieljahr 2010 zu verteidigen, scheiterte bis zum Saisonende allerdings daran. Nachdem er in der Vorsaison noch des Öfteren auf der Position eines offensiven Mittelfeldspielers eingesetzt worden war, fand Rakeļs im Jahre 2010 vorwiegend als Stürmer Verwendung. So brachte er es in 26 von insgesamt 27 möglich gewesenen Ligaspielen auf insgesamt 18 Tore sowie drei Torvorlagen. Zusammen mit dem jungen Brasilianer Nathan Júnior Soares de Carvalho, kurz Nathan Júnior, der zu diesem Zeitpunkt beim Rekordmeister Skonto Riga engagiert war, wurde Rakeļs in dieser Saison Torschützenkönig der höchsten Spielklasse im lettischen Fußball. Da Rakeļs allerdings alle seiner 18 Tore aus dem Spiel heraus erzielte und der junge Brasilianer von seinen 18 Treffern drei per Elfmeterverwertung erzielte, darf Rakeļs den alleinigen Anspruch auf die Torschützenkrone erheben. Mit der Mannschaft schaffte er es lediglich auf den dritten Tabellenplatz im Endklassement und sicherte sich mit dem Team einen Platz in der 1. Qualifikationsrunde zur Europa League 2011/12.

### Das umworbene lettische Offensivtalent
Bereits während der laufenden Spielzeit 2010 bekam Rakeļs erste Angebote verschiedener europäischer Klubs. Neben dem deutschen Klub Werder Bremen, der im August sein Interesse am jungen Letten bekundete, hatten auch noch der Schweizer Klub FC Basel (April 2010) sowie der italienische Verein Sampdoria Genua (Dezember 2009) Interesse an Rakeļs gezeigt. Die beiden letzteren Vereine hatten den jungen Letten sogar zu sich auf ein Probetraining bzw. aufs Trainingslager geholt. Dennoch konnte keiner der Vereine das Nachwuchstalent für sich gewinnen, weshalb Rakeļs weiterhin bei seinem Stammverein Liepājas Metalurgs verblieb. Erst im Januar 2011 wurde er vom polnischen Erstligisten Zagłębie Lubin verpflichtet, der ihn nach einem halben Jahr für ein Jahr an GKS Katowice in die zweite Liga verlieh.
Nach zwei Saisons kehrte Rakeļs zum GKS Kattowitz zurück, wo er allerdings nur sechs Monate blieb, von 2013 bis 2014 erneut für Zagłębie Lubin spielte und im Januar 2014 zu KS Krakau wechselte. Er blieb genau zwei Jahre beim Krakauer Team und ging im Januar 2016 nach England, zum FC Reading, fühlte sich aber mit der Zeit dort nicht wohl. Aus diesem Grund verbrachte er die gesamte Saison 2017–2018 auf Leihbasis bei der polnischen Top-Liga: von Juli bis Januar spielte er bei Lech Poznań und von Januar bis Juni wieder bei KS Krakow. Danach wechselte er endgültig zum FC Riga und kehrte nach acht Jahren in seine Heimat zurück. Mit dem Klub aus der Hauptstadt gewann er sowohl die Meisterschaft als auch den Landespokal.
2019–2021 ging Deniss Rakeļs nach Zypern und spielte dort für den Paphos FC. Danach kehrt er nach Riga zurück.

## Nationalmannschaft
Erste Erfahrungen in einer Nationalauswahl seines Heimatlandes sammelte Rakeļs bereits im Jahre 2007, als er erstmals in die U-16-Nationalmannschaft Lettlands einberufen wurde. Nach nur kurzer Zeit in der U-16 folgte eine Einberufung in den lettischen U-17-Nationalmannschaftskader, in dem der junge Offensivspieler vor allem im Jahre 2008 stand und dabei vermehrt zum Einsatz kam. Mit der dem Team nahm er dabei unter anderem an der Qualifikation zur U-17-EM im Jahre 2009 teil. Ab 2009 folgte dann die Aufnahme in die lettische U-19-Auswahl, für die er bis dato (Stand: November 2010) noch immer aktiv ist. Mit der Mannschaft nahm er an der Qualifikation zur U-19-EM des Jahres 2010 teil und absolvierte in Folge dieser drei Länderspiele, in denen er allerdings torlos blieb.
Aufgrund seines Talents und der Leistungen, die er bereits im Spieljahr 2009 und danach auch im anschließenden Spieljahr 2010 bot, wurde Rakeļs im Juni 2010 erstmals in den Kader der A-Nationalmannschaft seines Heimatlandes für den Baltic Cup des Jahres 2010 berufen. Im Laufe des Bewerbs debütierte der zu diesem Zeitpunkt gerade einmal 17-Jährige am 18. Juni 2010 beim 0:0-Remis gegen Litauen, als er in der 75. Spielminute für Andrejs Perepļotkins auf den Rasen kam. Bereits am darauffolgenden Tag absolvierte er sein zweites Länderspiel, als er beim ebenfalls in einem 0:0-Remis geendeten Spiel gegen Estland zu einem längeren Einsatz kam, dabei von Beginn an auf dem Platz stand und in der 56. Minute durch Genādijs Soloņicins ersetzt wurde.

## Erfolge
- Lettischer Meister: 2009, 2018, 2019, 2021
- Lettischer Pokalsieger: 2018, 2021
- Torschützenkönig der lettischen Virslīga 2010 mit 18 Treffern